# 피카르다 부에리
피카르다 부에리(이탈리아어: Piccarda Bueri,1368년–1433년)는 르네상스 시기 이탈리아 귀족여성이다.

## 생애
그녀는 피렌체와 다른 도시들에 경제적 이익을 취하던 피렌체 출신의 귀족 가문의 일원인 에도아르도 부에리(Edoardo Bueri)의 딸이였다. 그녀는 1386년에 젊은 은행가인 조반니 디 비치 데 메디치와 혼인했다. 그녀는 결혼에 대한 지참금으로 1,500 플로린을 가져왔다.
그녀는 그녀의 미모로 유명했지만 남편은 못생긴 것으로 유명했다. 이 결혼은 그가 귀족 출신이 아니였기에, 조반니와 그의 아이들에게 존경을 가져다주었다. 그가 죽기 바로 전에, 그는 그녀에게 아이들을 잘 돌봐달라고 부탁했었다. 그녀는 사망 후 산 로렌초 성당의 구 성물안치소에 그와 함께 묻혔다.
그녀의 죽음에, 카를로 마르수피니는 그녀의 칭송을 노래했던 찬사를 썼으며, 그는 피카르다와 조반니 사이의 사랑을 고대의 유명한 부부들의 사랑과 비교했다. 그것에서 그는 그녀를 페넬로페, 아르테미시아 2세, 율리아, 포르키아 칸토니스와 비교했다.

## 자녀
- 코시모 디 조반니 데 메디치
- 다미아노 디 조반니 데 메디치(Damiano di Giovanni de' Medici)
- 로렌초 디 조반니 데 메디치

## 대중 매체에서 등장
피카르다 부에리는 2016년 tv 드라마 메디치: 피렌체의 주인들에서 프랜시스 바버이 연기했다.